# Wulsdorf
Wulsdorf (niederdeutsch Wulsdörp) ist ein Stadtteil im Stadtbezirk Süd der Stadtgemeinde Bremerhaven im Land Bremen.

## Geographie

### Lage
Im Süden grenzt Wulsdorf an die Gemeinde Loxstedt. Ansonsten ist Wulsdorf von Bremerhavener Stadtteilen umgeben: Im Westen liegt der Fischereihafen, im Osten Surheide und im Norden Geestemünde. Wulsdorf liegt am kleinen Fluss Rohr. Im Westen fließt die Weser und im Südwesten die alte Lune. Diese beiden Flüsse waren früher die Gemeindegrenze des Ortes.

### Gliederung
Der Stadtteil Wulsdorf gliedert sich in die beiden Ortsteile Dreibergen im Norden und Jedutenberg südlich davon.
| Ortsteile   | km²  | Einwohner |
| ----------- | ---- | --------- |
| Dreibergen  | 1,60 | 5568      |
| Jedutenberg | 4,02 | 5283      |

(Stand: 31. Dezember 2018; Quelle:)

## Geschichte

### Ersterwähnung und Name
Der Ort wurde ursprünglich als Haufendorf angelegt und 1139 erstmals in einer heute noch erhaltenen Urkunde des Ritters Trutbert als Wallestorpe erwähnt. Der Name änderte sich 1187 in Wolestorpe, 1313 in Woldesttorpe und 1420 in Woldestorp. Daraus wurde Wolstorf und schließlich Wulsdorf. Wol oder Wolde könnte aus dem friesischen Begriff für sumpfiges Gebiet entstanden sein.

### Dorf bis zum 19. Jahrhundert

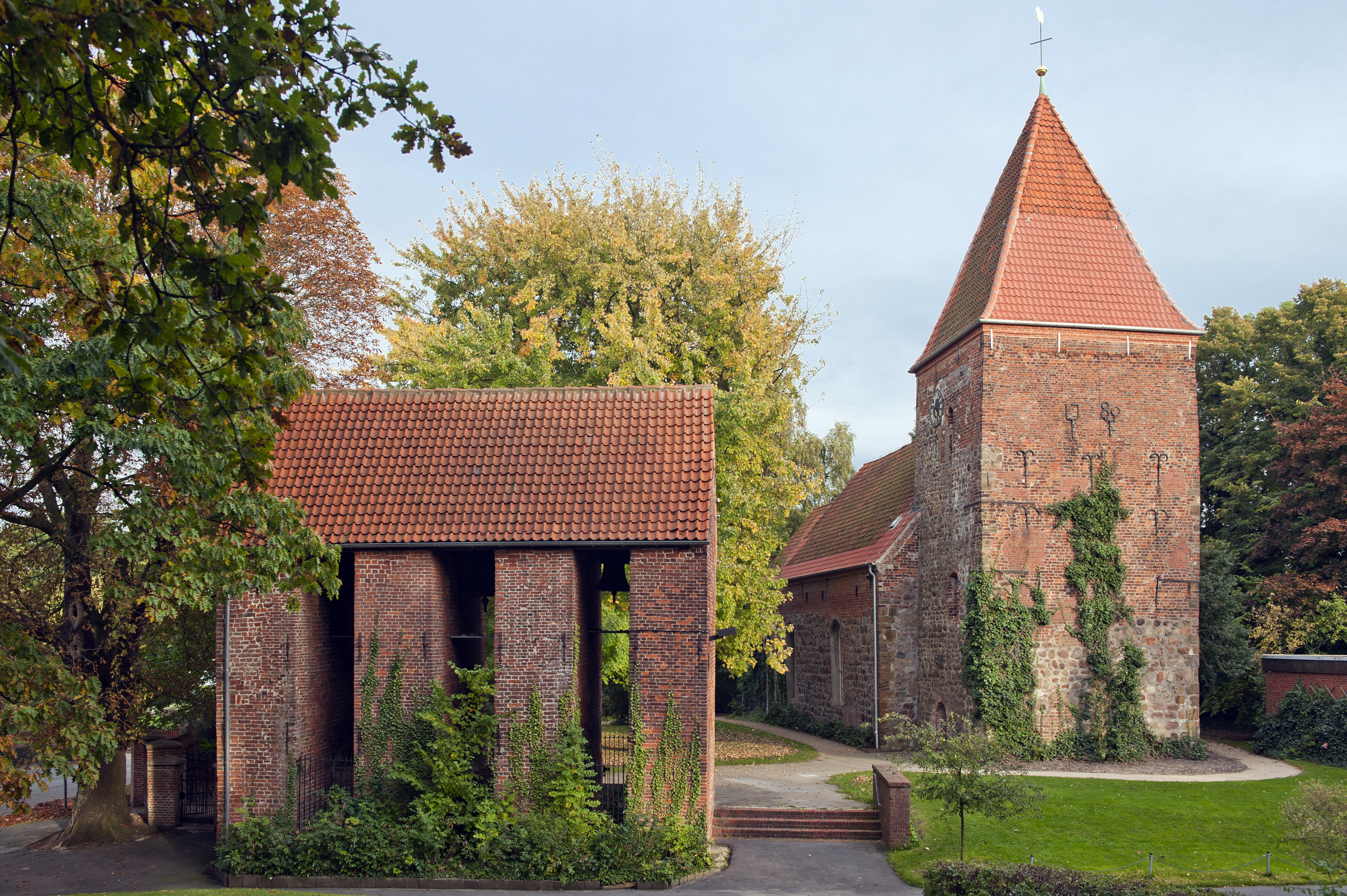
Dionysiuskirche am Jedutenberg

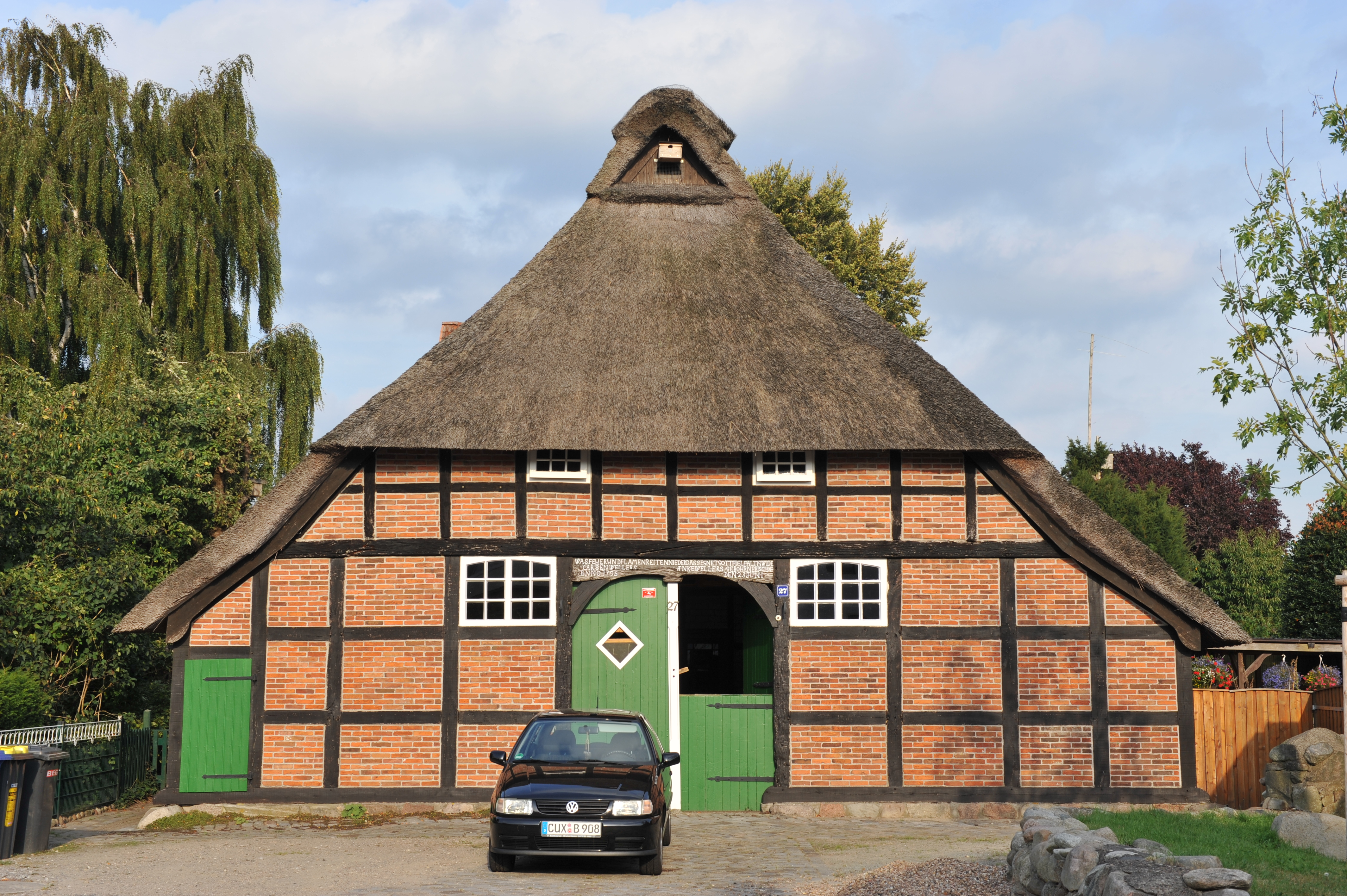
Bauernhaus Allersstraße 27 von 1795

Zeugnisse älterer Besiedlungen zur Stein-, Bronze- und Römerzeit sind überliefert. Wie in Lehe gab es auch einen Jedutenberg, ein von Menschen geschaffener Ausblick, um weserseitige Normanneneinfälle im 9. Jahrhundert früh erkennen zu können. Die alten Wulsdorfer nannten den Wachhügel Am Jedutenberg im alten Ortskern (heute südlicher Ortsteil Jedutenberg) auch de Borch, vielleicht weil hier auch ein festes Haus stand.
1139 wurden urkundlich dem Benediktinerkloster „St. Paul vor der Stadt Bremen“ Güter und Ländereien von Wulsdorf und anderen Orten der Umgebung übertragen. Zum historischen Kirchspiel gehörte damals auch Welle, das im Amt Stotel lag und heute ein Ortsteil von Lanhausen ist. Die romanische Feldsteinkirche mit Westturm und freistehendem Glockenturm war eine Wehrkirche aus dem 12. Jahrhundert, die erstmals 1138 urkundlich erwähnt wurde. Sie soll früher höher gewesen sein. 1463 wurde dann von ihr als Dionysiuskirche Wulsdorf berichtet, die eine Urkunde des Vielandes besiegelte.
Das Dorf gehörte um 1500 zum Vieland, einem Gerichtsbezirk und späteren Amt, dem auch Bramel, Geestendorf und Schiffdorf angehörten und an den heute noch der Vieländer Weg erinnert. Das Vieland gehörte im Mittelalter zum weltlichen Besitz des Bistums Bremen, als es ab dem 11. Jahrhundert den Erzbischöfen von Bremen gelang, ein von ihnen beherrschtes Territorium um Bremen zu schaffen.
1648 kam auf Grund des Westfälischen Friedens das Erzbistum Bremen – und so auch Wulsdorf – unter schwedische Hoheit als Teil des schwedischen Herzogtums Bremen. 1712 gelangte Wulsdorf mit dem Herzogtum Bremen an Dänemark und wurde 1715 an das Kurfürstentum Braunschweig-Lüneburg verkauft. Wulsdorf teilte fortan die Geschichte des Landes Hannover und ab 1866 der preußischen Provinz Hannover. 1753 gab es im bäuerlichen Ort 100 Feuerstellen und noch 1850 wohnten die rund 600 Einwohner in zumeist Reetgedeckten Häusern rund um die alte Kirche. Bemerkenswert ist aus dieser Zeit das Bauernhaus Allersstraße 27. Ab 1779 gehörte Wulsdorf dem Amt Stotel-Vieland an.
Während der Bremer Franzosenzeit bildete Wulsdorf für drei Jahre eine Kommune nach französischem Recht im damaligen Kanton Bremerlehe. Diese Gemeinde umfasste neben Wulsdorf auch Geestendorf, Schiffdorf und Bramel, bis nach dem Sieg über Napoleon schließlich wieder das Amt Stotel-Vieland hergestellt wurde.

### Von der Landgemeinde zum Stadtteil

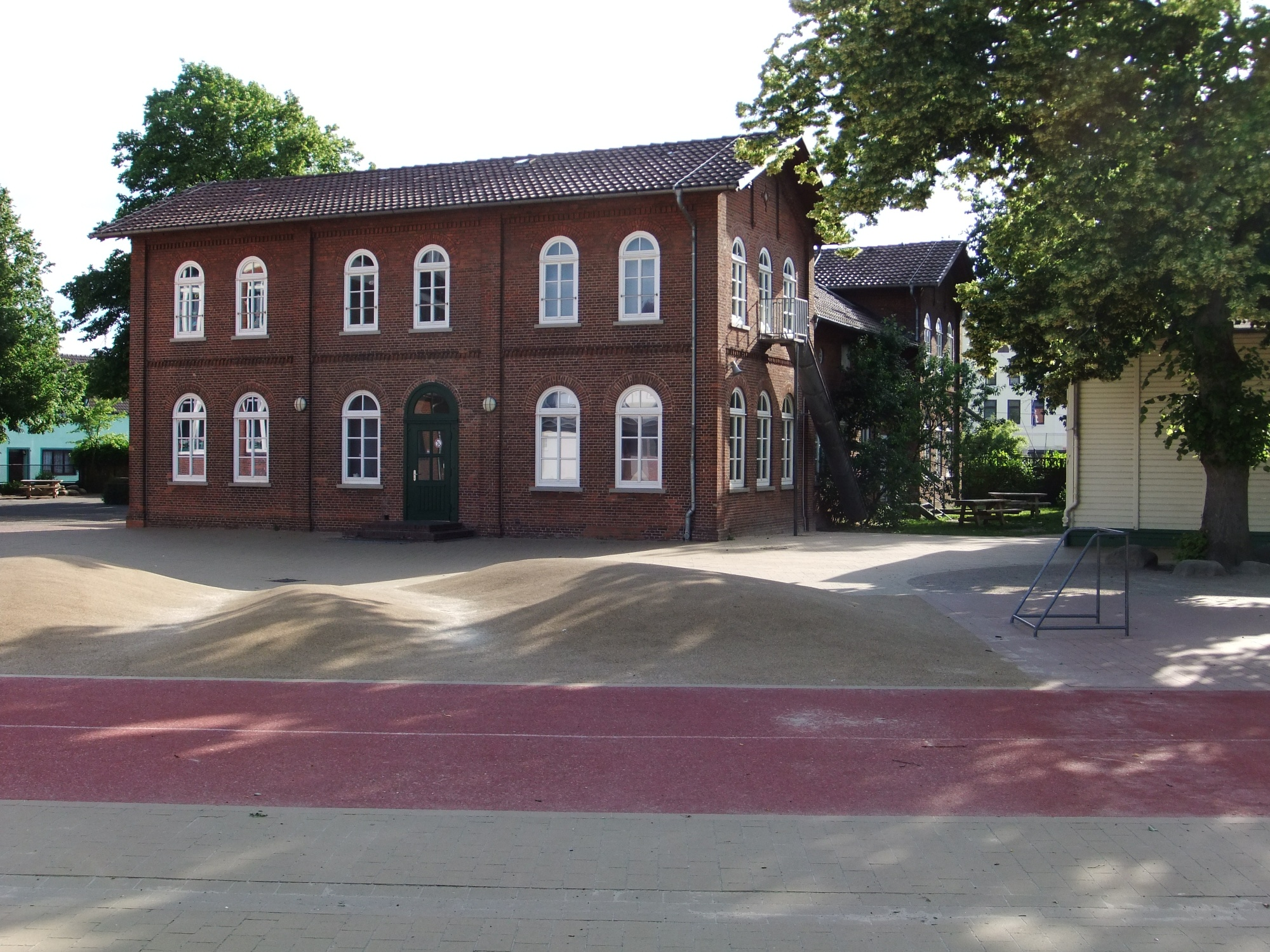
Altwulsdorfer Schule von 1866

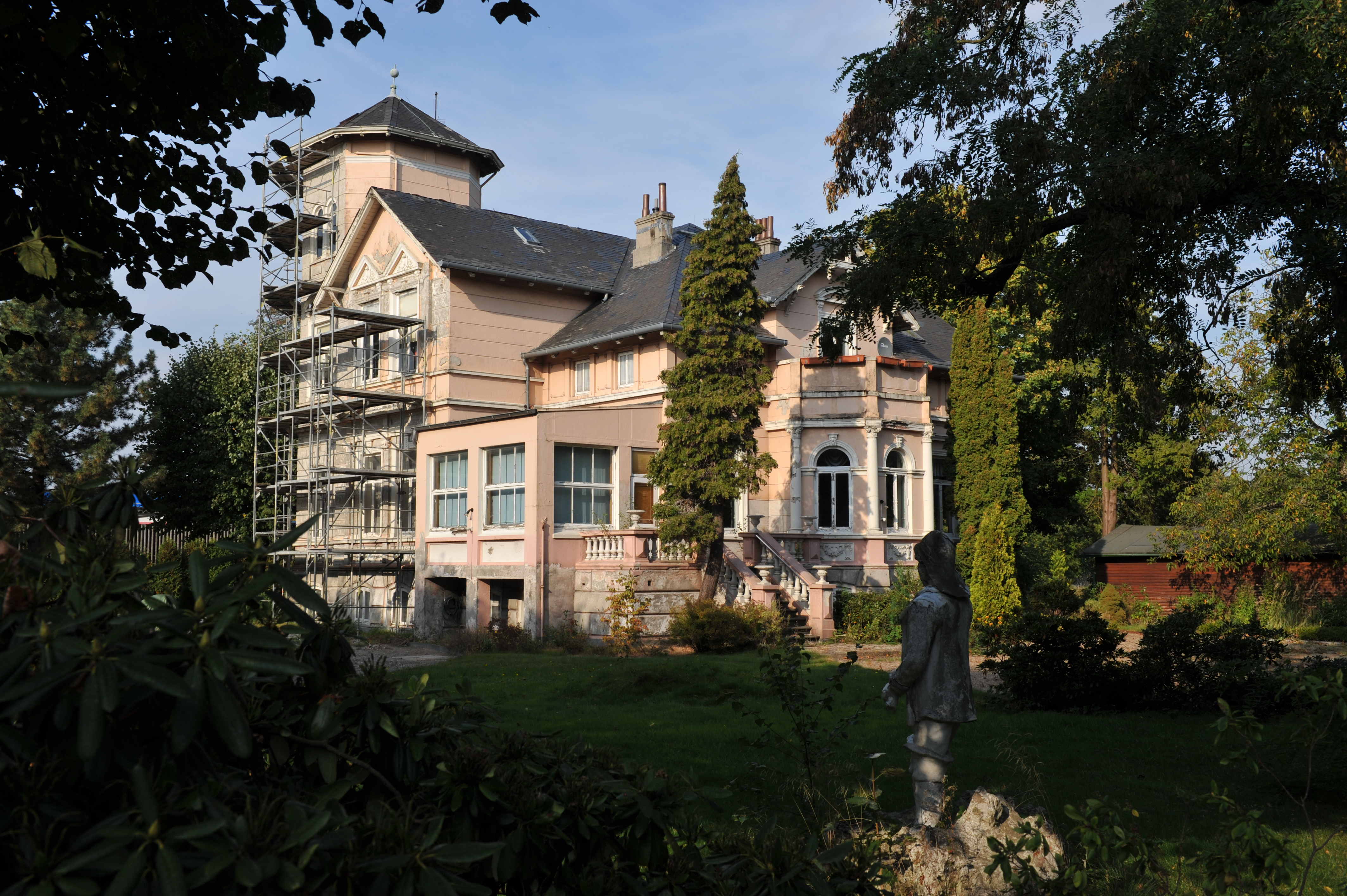
Villa Busse, Villa Schlotterhose von 1895

Von 1831 bis 1885 gehörte Wulsdorf dann zum Amt Lehe, bis der Ort 1885 in den neugebildeten Kreis Geestemünde eingegliedert wurde. 1840 bekam Wulsdorf den Status einer Landgemeinde, aus deren Gebiet 1876 die gleichnamige Gemarkung gebildet wurde.
Um 1850 entstand die Landstraße nach Beverstedt. An ihrer Einmündung, der Lindenstraße zur Weserstraße (zumeist auch Chaussee genannt), entwickelte sich nach und nach ein weiteres neues Zentrum des Ortes. 1856 errichtete der Mühlenbauer Carl Wegener für den Bäcker Heinrich Jantzen eine Galerieholländer-Windmühle am Sandfahrel. Die Mühle erwarb 1860 der Gemeindevorsteher Johann Nicolaus Brakhahn (1819–1906).
Durch die Hafenentwicklung in Geestemünde und Bremerhaven erfuhr auch Wulsdorf einen kräftigen Auftrieb. Für die Arbeiter aus den benachbarten Häfen war hier preiswerter Baugrund zu finden; der Ort wuchs kontinuierlich. Netzmachereien, Eis-, Dosen-, Hanf-, Seilfabriken und eine Brauerei entstanden. Die Chaussee (heute die Bundesstraße 6) nach Geestendorf, Geestemünde bis Bremerhaven musste ausgebaut werden. Nachdem der Kirchfriedhof zu klein geworden war, entstand 1865 westlich von der Kirche der Friedhof Hackfahrel, der Alt-Wulsdorfer Friedhof. 1866 erhielt die Altwulsdorfer Schule an der Schulstraße (ab 1920 Sandbredenstraße) einen Neubau.
1870/71 erfolgte mit Zustimmung von Preußen der Bau des Bremerhavener Friedhofs in Wulsdorf für die Verstorbenen von Alt-Bremerhaven, das auf seinem Hoheitsgebiet keinen Platz dafür hatte. Der Friedhof entstand nach Plänen des Gartenarchitekten Wilhelm Benque. 1888 kam die neuromanische Kapelle hinzu. 1876 eröffnet die Postagentur ihren Betrieb. 1892 wurde die Freiwillige Feuerwehr Wulsdorf gegründet. 1891 wurde das Schulhaus an der Weserstraße erstellt, welches heute der Altbau der um 1932 so benannten Fichteschule ist. Ab 1891 fuhr die Pferdebahn Bremerhaven von Geestemünde bis zur Grenze zu Wulsdorf.
1896 wurde die Wulsdorfer Chaussee über eine neue Bahnbrücke (Rampe) nach Geestemünde zur Georgstraße geführt. 1894/94 entstand an der Weserstraße 237 die Villa Busse, später Villa Schlotterhose im Schweizerhausstil der Neorenaissance. Erst 1899 erhielt der Ort einen Bahnhof (heute Güterbahnhof) für die bereits seit 1862 bestehende Bahnstrecke Bremen–Geestemünde. 1905 eröffnet die Kronenapotheke von Julius Fielitz. 1908 konnte das Straßenbahndepot in Betrieb genommen werden. Von 1908 bis 1960 führte eine Elektrische Straßenbahnlinie durch Wulsdorf, die den Ortsteil mit Geestemünde und dem Fischereihafen verband und die 1911 zum Kleinbahnhof verlängert wurde. 1910 demonstrierten 2000 Bürger in Schwiefers Garten für ein gerechteres Wahlrecht in Preußen. Ab 1911 fuhr eine Kleinbahn von Wulsdorf nach Farge (Niederweserbahn). Die 1931 teilweise und 1938 ganz eingestellte Bahnlinie wurde zwischen 1943 und 1945 bis Sandstedt kriegsbedingt reaktiviert. 1912 entwickelte sich aus der Ländlichen Fortbildungsschule von 1896 die Gewerbeschule. 1913 standen die ersten Gaslaternen in der Weserstraße. Seit 1916 hatte der Ort sein Postamt an der Weserstraße. Begehrtes Ausflugsziel war das Café Simon an der Chaussee. Hier steht heute ein Hochhaus.

### Wulsdorf bei Geestemünde, Wesermünde und Bremerhaven
Durch den Flächenbedarf der nördlichen Nachbarstadt Geestemünde wurde am 1. April 1920 Wulsdorf aus dem Kreis ausgegliedert und in die kreisfreie Stadt Geestemünde eingemeindet. Sie kam somit 1924 auch als Ortsteil zum preußischen Wesermünde und 1947 zu Bremerhaven im Land Bremen.
1927 konnte der 33 m hohe Wohnwasserturm Wulsdorf, der auch der Versorgung des Fischereihafens diente, fertiggestellt werden. 1935 entstand die heutige Liethbreden-Siedlung an der Poggenbruchstraße durch die damalige Arbeitsfront. 1936 vernichtete ein Brand neun Gebäude, darunter sechs alte Bauernhäuser. 1938 begann die Bebauung der Wulsdorfer Industriesiedlung mit ersten Siedlungshäusern. 1939 eröffnete das neue Wasserwerk seinen Betrieb. Vier Sportvereine schließen sich zum Turn-Sport-Verein Wulsdorf von 1861 zusammen.
Im Zweiten Weltkrieg war Wulsdorf von Bombenangriffen weitgehend verschont worden. Nach der Kapitulation der Wehrmacht marschierte am 8. Mai 1945 ab 14.30 Uhr die britische 51st (Highland) Division durch die Weserstraße ein.
1949 stellte die Niederweserbahn (früher Kleinbahn Farge-Wulsdorf) den Betrieb auf Dieseltriebwagen zwischen Wulsdorf und Sandstedt um. 1957 war die Weihe der neuen ev.-luth. Martin-Luther-Kirche an der Blumenthaler Straße. Es folgte 1959 sie Weihe der kath. St. Nikolauskirche an der Lützowstraße durch Bischof Heinrich Maria Janssen. 2012 wurde das Gebäude abgerissen. 1960 wurde die Straßenbahnlinie 3 zugunsten von Buslinien aufgegeben.
1971 wurde Wulsdorf durch eine Neueinteilung der Ortsteile in Bremerhaven zum Stadtteil.
Seit 1974 hat die Bundesautobahn 27 freie Fahrt. Wulsdorf wird durch die Abfahrt Bremerhaven-Wulsdorf über die B 71 und Bremerhaven-Süd/Nesse über die B 6 erschlossen.

### Einwohnerentwicklung
| Jahr | Einwohner | Quelle |
| ---- | --------- | ------ |
| 1850 | 000 600 ¹ | [ 4 ]  |
| 1890 | 02.327    | [ 5 ]  |
| 1905 | 03.747    | [ 5 ]  |
| 1910 | 04.349    | [ 5 ]  |
| 1920 | 04.930    |        |
| 2000 | 11.271    | [ 6 ]  |
| 2005 | 011.173 ² | [ 7 ]  |
| 2010 | 10.871    | [ 8 ]  |
| 2015 | 11.505    | [ 9 ]  |
| 2018 | 10.851    | [ 1 ]  |

¹ Angabe: etwa

² 4,3 % Ausländeranteil
|  |

## Politik
Alle Bürger – auch Initiativen, Gruppen und Vereine, Schulen, Kindergärten, Kirchgemeinde und anderer Einrichtungen – können in der öffentlichen Stadtteilkonferenz Wulsdorf (STK) an der Gestaltung des Stadtteils mitwirken, und diese durch ihre Sprecher gegenüber dem Magistrat der Seestadt Bremerhaven und der Bremerhavener Stadtverordnetenversammlung vertreten. Die erste Stadtteilkonferenz fand am 10. August 1993 statt.

## Kultur und Sehenswürdigkeiten

### Bauwerke

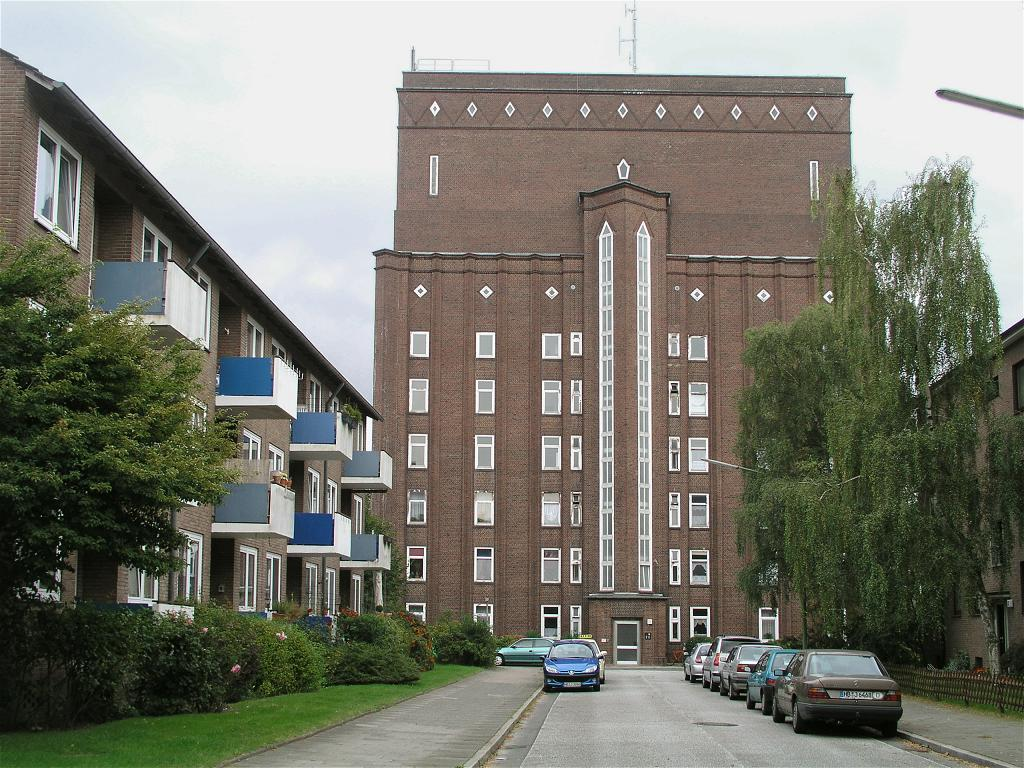
Wohnwasserturm Wulsdorf

- Kirchen
  - Die ca. 1000 Jahre alte, heutzutage evangelische, Dionysiuskirche liegt im alten Dorfkern in Wulsdorf, Am Jedutenberg 2
  - Die Evangelisch-lutherische Martin-Luther-Gemeinde, Blumenthaler Straße 15, entstand 1966 als zweite Wulsdorfer Gemeinde
  - Die katholische St.-Nikolaus-Kapelle, Lützowstraße 22, entstand im ehemaligen Pfarrheim der benachbarten 1959 erbauten und 2010 profanierten St.-Nikolaus-Kirche; sie gehört zur Pfarrgemeinde Hl.-Herz-Jesu in Geestemünde
  - Neuapostolische Kirche, Hildesheimer Straße 9
- Wohnwasserturm Wulsdorf
- Dionysiuskirche Wulsdorf, errichtet im 11. Jh., erweitert im 13. und 15. Jahrhundert, Ensemble mit Jedutenberg
- Bremerhavener Friedhof in Wulsdorf
- Neuromanische Kapelle von 1888 mit ehemaligem Krematorium, Ehrenmal für die Gefallenen des Ersten Weltkrieges und kleinem, neugotischem Mausoleum Ahlers

## Öffentliche Einrichtungen

### Schulen
- Altwulsdorfer Schule, Sandbredenstraße 11, Grundschule
- Fichteschule, Heidacker 13, Grundschule in zwei Baustufen
- Paula-Modersohn-Schule, Dreibergen 21, Oberschule als Ganztagsschule

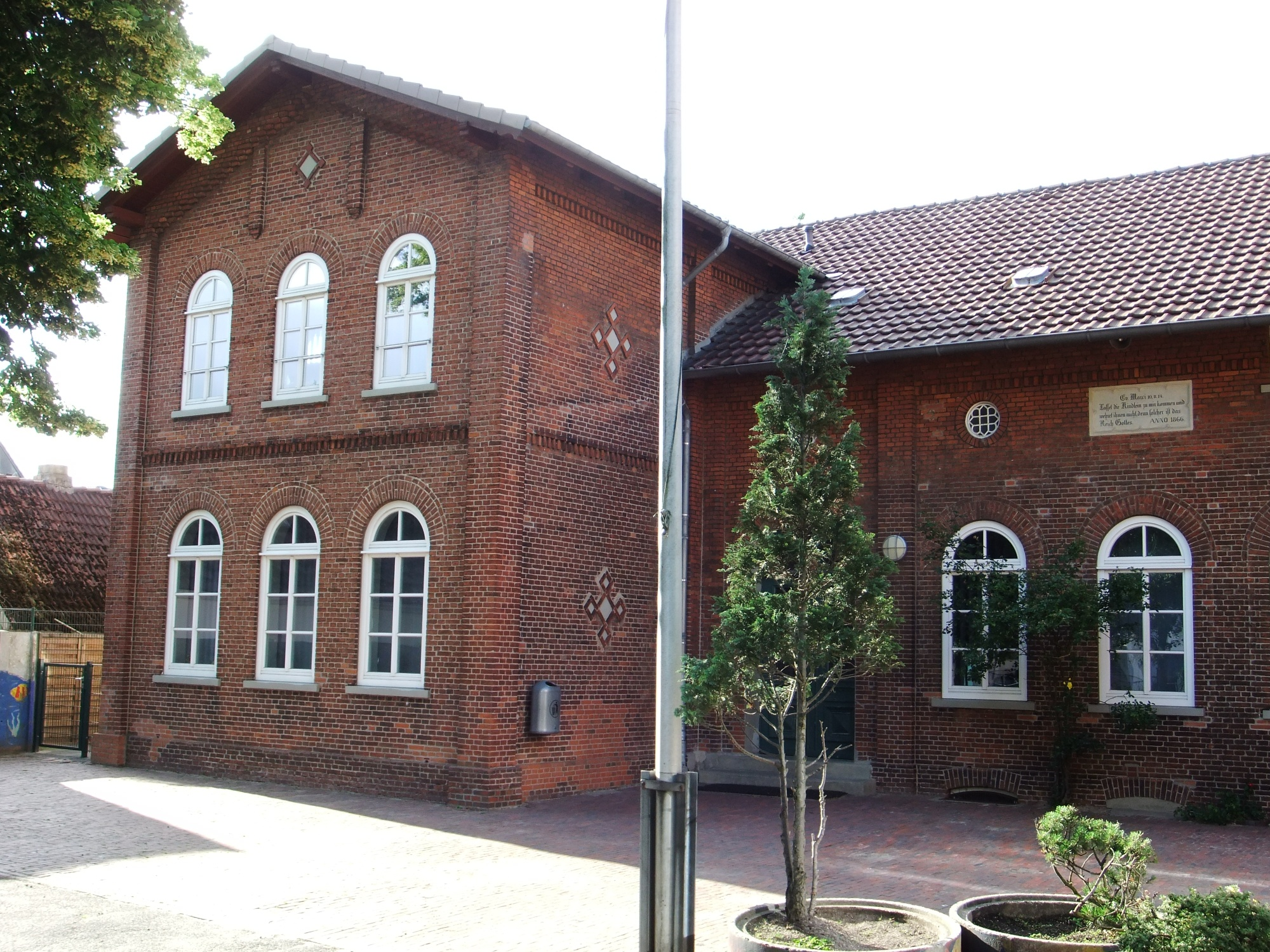
Altwulsdorfer Schule
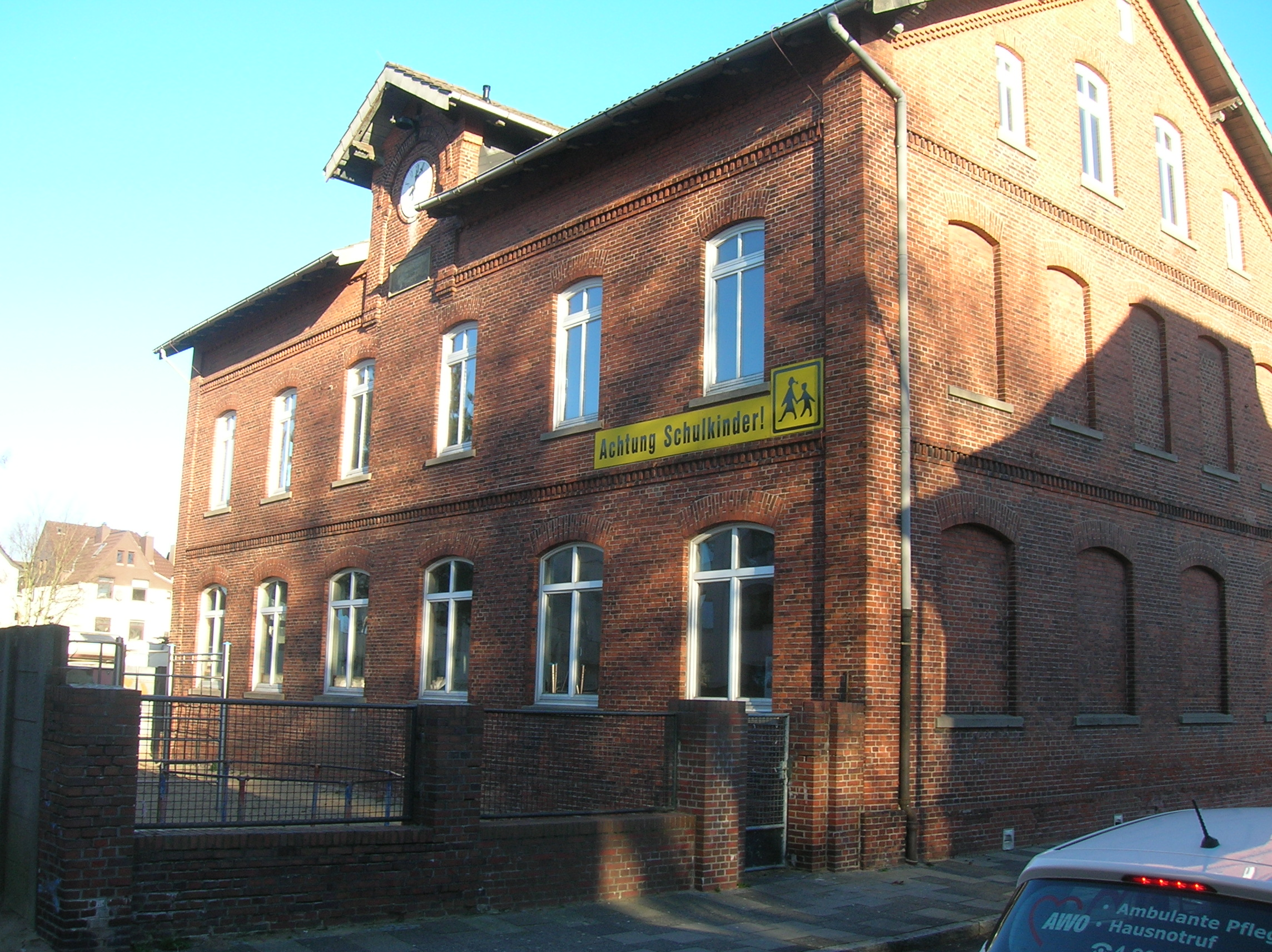
Fichteschule
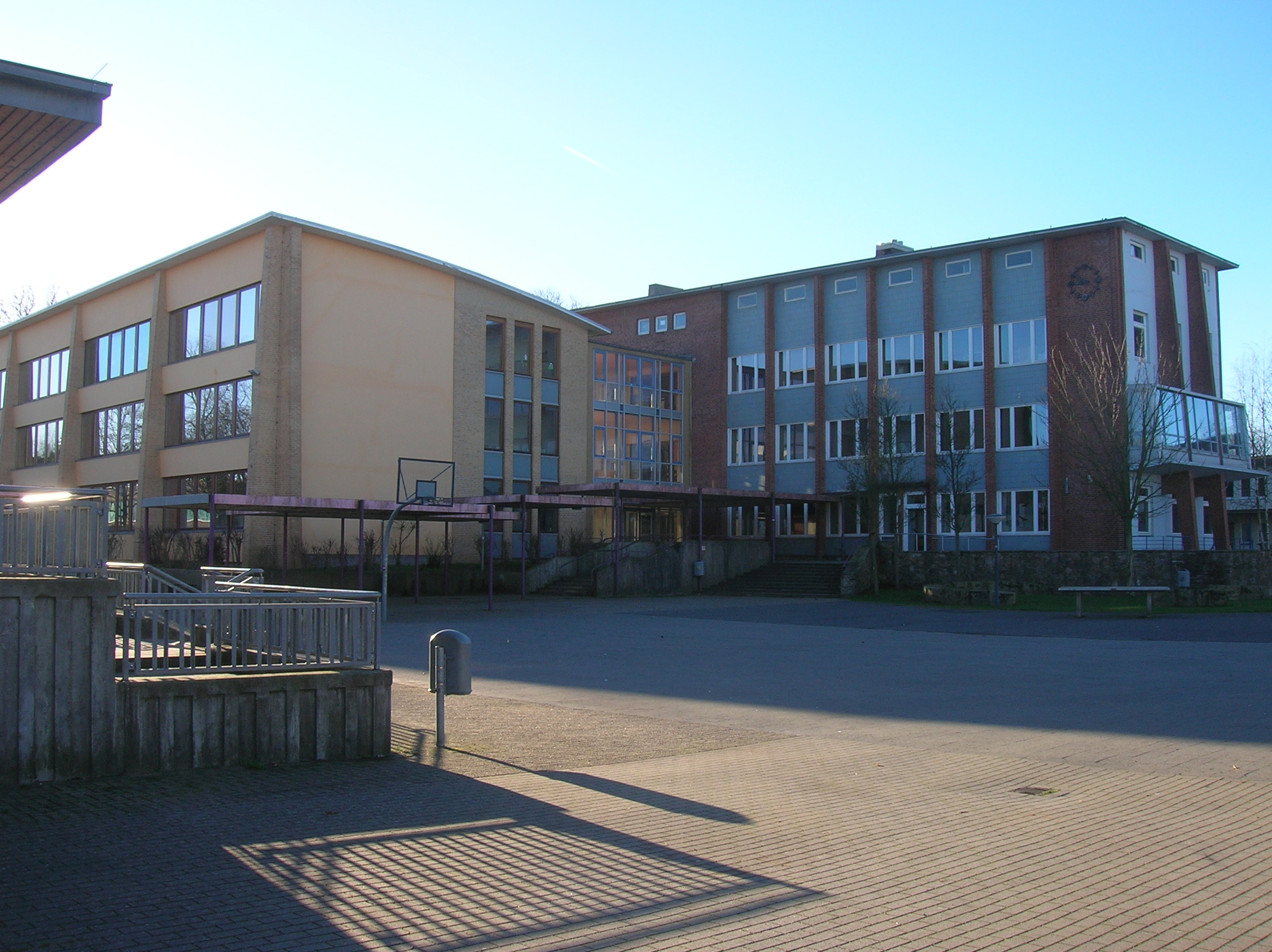
„Paula“, die Paula-Modersohn-Schule

### Soziales
- Eltern-Kind-Initiative Mäuse vom Kampacker e. V.
- Evangelisch-lutherische Kindertagesstätte Wulsdorf „Mikado“, Am Jedutenberg 2
- Pflegedienst Krummenacker – BEW e. V., Krummenacker 4

### Kirchen
- Dionysiuskirche, ev.-luth.
- Martin-Luther-Kirche, ev.-luth., soll 2024 verkauft werden[10]
- St. Nikolaus, kath.

### Sport
- Polizei- und Schutzhundesportverein, Vieländer Weg 116
- TSV Wulsdorf, Heinrich-Kappelmann-Straße 4 betreibt Fußball, Turnen, Leichtathletik, Tischtennis, ein Blasorchester, Tennis, Trampolin, Volleyball, Radwandergruppen, Basketball, Badminton, Karate
- Wulsdorfer Schützenverein von 1861, Heinrich-Kappelmann-Straße 4: Traditions- und Sportschießen

## Wirtschaft und Verkehr

### Wirtschaft
Heute sind die Betriebe der Lebensmittelindustrie und des Fischhandels die größten Arbeitgeber der Bevölkerung von Wulsdorf. Auch die benachbarte, sich entwickelnde Luneplate, mit einem geplanten Offshore – Hafen für Windenergieanlagen, wird Arbeitsplätze schaffen.

### Verkehr

#### Bahn
Der Stadtteil verfügt über einen eigenen Bahnhof an der Bahnstrecke Bremen–Bremerhaven und der Bahnstrecke Bremerhaven-Wulsdorf–Buchholz. Bis 1964 gab es zudem die Niederweserbahn, welche Fahrten in die südwestliche Umgebung ermöglichte.

#### ÖPNV
Von 1908 bis 1960 wurde der Stadtteil durch die Straßenbahn Bremerhaven erschlossen. Die damals fünfgleisige Wagenhalle des Straßenbahnhofes bleibt der Nachwelt erhalten. Heute verbindet die Verkehrsgesellschaft BremerhavenBus im Auftrag der BVV den Stadtteil mit der Innenstadt und den nördlichen Stadtteilen. Regionalbusse ergänzen das Angebot in Richtung Sandstedt, Dedesdorf und Hagen. Die öffentlichen Verkehrsmittel lassen sich mit dem Einheitstarif des Verkehrsverbundes Bremen/Niedersachsen nutzen.

#### Individualverkehr
Der Individualverkehr wird insbesondere durch die Weserstraße (letztes Stück der ansonsten aufgegebenen Bundesstraße 6), die Lindenallee (früher die Bundesstraße 71) und die Südtangente (neue Bundesstraße 71) ermöglicht. Von der Bundesautobahn 27 führen die Autobahnanschlussstellen Bremerhaven-Süd (nördlich von Nesse (Loxstedt)) und Bremerhaven-Wulsdorf in den Stadtteil.

## Persönlichkeiten

### Söhne und Töchter des Stadtteils
- Gustav Bertram (1883–1963), Politiker (NSDAP)
- Robert Fiedler (1905–1974), Politiker (SPD)
- Herbert Kölbel (1908–1995), Chemiker und Professor an der Technischen Universität Berlin
- Rudolf Heise (1915–2002), Politiker (FDP) und Mitglied der Bremischen Bürgerschaft

### Personen, die mit dem Stadtteil in Verbindung stehen
- Harry Gabcke (1927–1988), Heimatforscher und zeitweise Lehrer an der Wulsdorfer Fichteschule
- Lydia Bohling (* 1930), Politikerin (CDU), war Mitglied der Bremischen Bürgerschaft, ging in Wulsdorf zur Schule